# Taxi Colectivo en el Perú
Los (taxis) colectivos en Perú son un sistema de transporte urbano que opera principalmente en las áreas metropolitanas de Lima y Callao. Este servicio informal cubre rutas no suficientemente atendidas por el transporte público autorizado y ha ganado gran popularidad debido a su accesibilidad, flexibilidad y costos relativamente bajos. Sin embargo, la informalidad en su operación y la falta de regulación han generado problemas de seguridad, congestión vehicular y un impacto ambiental significativo en la ciudad. En Perú, el fenómeno del taxi colectivo se ha consolidado como una respuesta espontánea a las limitaciones del sistema formal de transporte.

## Historia
La historia de los taxis colectivos en el Perú se remonta a 1927, un periodo marcado por la expansión urbana y las limitaciones del transporte público formal en áreas periféricas de Lima y Callao. Durante el gobierno de Augusto B. Leguía, se promovió la modernización de la infraestructura vial, facilitando la aparición de opciones de transporte alternativas como los taxis colectivos y los ómnibus, que ofrecían una flexibilidad que el tranvía no podía proporcionar.
Estos servicios comenzaron a operar sin regulaciones formales, aprovechando la falta de un marco normativo que controlara su funcionamiento. Con el tiempo, los taxis colectivos se expandieron a otras ciudades del Perú, convirtiéndose en una opción de movilidad popular en zonas urbanas y periurbanas, especialmente en áreas donde el transporte público formal no podía satisfacer la demanda creciente. Hoy en día, a pesar de los esfuerzos por formalizar el transporte urbano, los taxis colectivos continúan operando en la informalidad, adaptándose a las necesidades cambiantes de la población.

### Características
Los taxis colectivos se distinguen por su flexibilidad y rapidez en comparación con los sistemas de transporte público formal. Estos vehículos suelen ser autos sedán, station wagons y minivans, que tienen capacidad para transportar entre 4 y 9 pasajeros, dependiendo de la demanda y la ruta. A diferencia de los buses, los taxis colectivos no cuentan con paraderos fijos y pueden recoger y dejar pasajeros en cualquier punto a lo largo de la ruta, lo que aumenta su accesibilidad y los hace convenientes para los usuarios, aunque también contribuye a la congestión en las vías urbanas.
Las tarifas de los taxis colectivos suelen ser ligeramente superiores a las del transporte público, debido a la mayor rapidez que ofrecen, un aspecto valorado por muchos usuarios. Sin embargo, estos vehículos suelen operar sin distintivos permanentes, permitiendo que los conductores evadan controles de las autoridades y mantengan el servicio en la informalidad, lo cual representa un desafío tanto para la regulación como para la seguridad vial.

### Variantes o Tipos
En el Perú, los taxis colectivos presentan distintas variantes en cuanto al tipo de vehículo y su capacidad de pasajeros. Los tipos principales incluyen autos pequeños, que transportan hasta cuatro pasajeros, y minivans, con capacidad para nueve personas. La elección del tipo de vehículo suele depender de la ruta y del nivel de demanda: los autos pequeños son ideales para zonas con alta congestión, ya que permiten mayor movilidad y rapidez, mientras que las minivans son preferidas en rutas de alta afluencia de pasajeros, proporcionando una opción más económica para trayectos largos.
Además, en algunos casos, los taxis colectivos emplean a un "jalador" que organiza la entrada de pasajeros y asegura la eficiencia operativa en zonas concurridas, especialmente en rutas donde la demanda es alta y el tiempo de espera es crucial para la competitividad del servicio.

## Críticas y Controversias
El servicio de taxis colectivos ha sido objeto de múltiples críticas y controversias, principalmente por su operación en la informalidad y su impacto en la seguridad vial y en el sistema de transporte formal. Debido a que no están regulados, estos servicios operan sin cumplir los estándares de seguridad y calidad exigidos para otros medios de transporte público, lo que expone tanto a los pasajeros como a los conductores a riesgos viales significativos. 
Además, la falta de paraderos fijos y la tendencia de los conductores a detenerse en cualquier punto para recoger pasajeros genera desorden en las vías, incrementando la congestión vehicular en zonas de alta demanda. Otro aspecto controvertido es el impacto ambiental de los taxis colectivos, ya que muchos de estos vehículos operan sin cumplir con los estándares de mantenimiento. Esto no solo aumenta las emisiones de gases contaminantes, sino que también contribuye a la contaminación acústica, especialmente en ciudades grandes como Lima y Callao

### Legalidad y Regulación
En diciembre de 2020, el Congreso del Perú promulgó la Ley N.º 31096, que busca formalizar el servicio de transporte terrestre de pasajeros en automóviles colectivos. Esta ley incluye expresamente a Lima Metropolitana y Callao, regiones que concentran una de las mayores densidades de taxis colectivos informales en el país. Según sus promotores, esta inclusión responde a la alta congestión vehicular y a la saturación del transporte formal en estas áreas urbanas. No obstante, esta decisión ha sido ampliamente criticada por especialistas en transporte y la ciudadanía.
Por un lado, la promulgación de la Ley N.º 31096 representa un paso significativo hacia la formalización de un servicio de transporte que, aunque informal, ya cumple un rol esencial en la movilidad urbana de muchas ciudades del Perú. La regulación de los taxis colectivos busca mejorar las condiciones laborales de los conductores, garantizar la seguridad de los pasajeros y ampliar la cobertura en zonas donde el transporte público formal no llega o es insuficiente. Además, al incluir a Lima Metropolitana y Callao, la ley responde a las necesidades de las áreas con mayor congestión vehicular, proponiendo una solución alternativa que, al organizar mejor el tránsito de estos vehículos, podría contribuir a descongestionar las vías y reducir el caos en horas pico.
Por otro lado, a pesar de sus objetivos, la Ley N.º 31096 enfrenta fuertes críticas debido a los riesgos que implica para la sostenibilidad del sistema de transporte urbano. Especialistas advierten que la formalización de los taxis colectivos podría fomentar la proliferación de servicios informales, dificultando su fiscalización y aumentando la competencia desleal frente al transporte público formal. Además, muchos de estos vehículos no cumplen con estándares técnicos ni de seguridad adecuados, lo que incrementa el riesgo de accidentes de tránsito y pone en peligro a los pasajeros. En este sentido, la ley podría perpetuar un sistema de transporte desordenado, afectando tanto a los usuarios como a las empresas formales que operan bajo estrictas regulaciones.
Organizaciones como Luz Ámbar argumentan que, aunque la ley intenta regular la informalidad, su implementación podría generar más problemas que soluciones. Por ejemplo, se teme que la formalización sin un adecuado control operativo incremente la corrupción dentro del sistema de transporte urbano, incluyendo el cobro de cupos y la expansión de mafias vinculadas a la gestión de rutas y vehículos.
Asimismo, la ley ha sido criticada por su enfoque parcial, ya que no aborda problemas estructurales del sistema de transporte, como la falta de infraestructura adecuada, la escasa fiscalización y la ausencia de políticas de integración entre el transporte público formal e informal. En provincias, donde la ley sí aplica, los resultados han sido limitados debido a la dificultad de registrar vehículos y conductores en áreas rurales con baja conectividad.
Un análisis publicado por El Comercio destacó que esta normativa también refleja intereses políticos de algunos gremios de transportistas, que han ejercido presión para obtener beneficios específicos. Este vínculo entre grupos informales y actores políticos ha generado dudas sobre la transparencia de la regulación y la efectividad de la ley para promover un transporte seguro y accesible.

## Implicaciones sociales, ambientales y culturales del taxi colectivo
Socialmente, los taxis colectivos cumplen una función importante al ofrecer una alternativa de transporte accesible en áreas donde el servicio formal es insuficiente o inexistente. Esto permite a personas de ingresos bajos y medios contar con una opción de movilidad que se adapta a sus necesidades y presupuestos, especialmente en zonas periurbanas y suburbanas donde el transporte público no llega con regularidad.
Sin embargo, esta situación también contribuye a la segregación social en el acceso al transporte, ya que los taxis colectivos son utilizados principalmente por personas que no tienen otras opciones, reflejando una desigualdad en la movilidad urbana. Desde una perspectiva ambiental, la falta de control sobre la calidad de los vehículos y su mantenimiento significa que los taxis colectivos contribuyen significativamente a la contaminación atmosférica, un problema creciente en las grandes ciudades peruanas.
A nivel cultural, el uso de taxis colectivos se ha arraigado en muchas áreas urbanas de Perú, ya que representa una solución práctica y accesible a las deficiencias del transporte formal, siendo valorado por su rapidez y adaptabilidad a las necesidades de cada zona.

### Condiciones Laborales de los Conductores
Las condiciones laborales de los conductores de taxis colectivos reflejan una situación de precariedad y exposición a riesgos constantes. En ciudades como Huancayo, muchas mujeres trabajan como conductoras en este sector, enfrentando largas jornadas de trabajo sin horarios fijos, lo que implica un desgaste físico considerable. Estos conductores a menudo carecen de beneficios sociales, como seguro de salud o acceso a un sistema de pensiones, lo que incrementa su vulnerabilidad y reduce su seguridad laboral.
Además, están expuestos a riesgos ambientales, incluyendo la contaminación y el ruido en las vías de tráfico denso, factores que impactan negativamente en su salud a largo plazo. La falta de regulación en el sector informal de los taxis colectivos agrava esta situación, ya que no existen normativas que protejan los derechos laborales de los conductores, dejándolos en una posición de desventaja frente a otros trabajadores del sector de transporte formal.

### Transformaciones sociales en torno al transporte informal
El transporte colectivo informal en Junín tiene un impacto significativo en la sociedad, principalmente debido a su accesibilidad económica y su capacidad para conectar áreas rurales y periurbanas con las ciudades principales. Estas características lo convierten en una opción viable para muchas personas que no pueden acceder al transporte formal debido a sus altos costos o limitada cobertura. No obstante, esta dependencia de la informalidad también conlleva riesgos importantes. Los accidentes de tránsito relacionados con el transporte informal tienen una alta incidencia, exponiendo a los usuarios a situaciones de peligro constante. Asimismo, los delitos como la trata de personas han sido facilitados por la falta de regulación en estos servicios, generando preocupación en las autoridades locales.
Un factor adicional es el desafío que representa la fiscalización del transporte informal. En varias ocasiones, el personal operativo de la SUTRAN ha sido objeto de agresiones verbales y físicas por parte de conductores y usuarios de transporte informal durante los operativos en Junín. Este hostigamiento, junto con la percepción de una insuficiente protección institucional, ha desincentivado a los fiscalizadores a denunciar los casos de violencia. Esta dinámica no solo refleja una resistencia social a las regulaciones, sino que también dificulta los esfuerzos estatales por garantizar un transporte seguro y formalizado.